# Проспект 8 Ноября (Баку)
Проспект 8 Ноября (азерб. 8 Noyabr prospekti; прежние названия: Рабочий проспект (азерб. Fəhlə prospekti), проспект Нобеля или Нобелевский проспект (азерб. Nobel prospekti)), — проспект в городе Баку Азербайджана. Один из самых больших проспектов города, соединяет центр города с Хатаинским районом города.

## Описание
Проспект 8 Ноября расположен в Хатаинском райне города Баку. Является самой длинной улицей в Хатаинском районе и одной из самых больших улиц в городе Баку. Длина проспекта составляет 10 км. Улица берёт своё начало с места пересечения проспета Нефтяников с улицей Юсифа Сафарова и в зоне Военного лицея имени Джамшида Нахчыванского переходит в Зыхское шоссе.
Улица двухсторонняя, восьмиполосная.
Расстояние между проспектом 8 Ноября и станцией метро Хатаи составляет примерно 1 км. Вдоль этого проспекта планируется строительство нескольких станций метро. Строительство будущих станций под условными названиями "Белый город", "Завод Азернефтьяг", "Кафе Наргиля", "Ази Асланов - 2" предусмотрено в зоне вдоль этого проспекта.
Парк Военных Трофеев и Парк Победы расположены в окрестностях этого проспета.

## История
В Советский период этот проспект был известен как Рабочий проспект. В то время на территории проспекта действовало много заводов; впоследсивии территория была благоустроена, и заводы были перенесены.
После восстановления Азербайджаном своей независимости, улица была названа проспектом Нобеля (или Нобелевским проспектом). Это название было дано в честь братьев Нобелей, которые в клонце XIX века принимали участии в формировании нефтяной промышленности в Азербайджане.
Улица раньше была шестиполосной, ныне она восьмиполосна.
Раньше длина улицы составляла 6,5 км, и эта улица в зоне улицы Рамиза Гулиева переходила Зыхское шоссе, то есть этот проспект заканчивался на территории, известное как "круг Наргиля". 
3 декабря 2020 года дата 8 ноября в честь победы Азербайджана во Второй карабахской войне было объявлено днём Победы. В честь этой даты это проспект 12 апреля 2021 года был переименован в проспект 8 Ноября. Проспект был увеличен, часть Зыхского шоссе до Военного лицея имени Джамшида Нахчыванского была присоединена к этому проспекту. В результате, длина проспекта стала составлять 10 км, и этот проспект стал одним из самых больших проспектов в Баку.